# المد من العواطف
المد من العواطف (بالإسبانية: Marea de pasiones)‏ هو تيلينوفيلا مكسيكية من تأليف فيليبا بوبي وخوانا أندرادي وبطولة عددٍ منَ الممثلين بما في ذلك أوكا غينر وماتياس نوفوا. عرض على قناة النجوم في 4 مارس إلى 31 مايو 2024.

## طاقم العمل
- أوكا غينر بدور لويزا جراخاليس
- ماتياس نوفوا بدور مارسيلو برنال
- أليخاندرو دي لا مدريد بدور زيد إسبينو
- مارغريتا مونيوث بدور هيلينا أوجارت
- بلانكا غيرا بدور ماريا إينيس برنال
- لوز ماريا خيريز بدور ليونور رايجوزا جراخاليس
- آنا سيوتشيتي بدور إيسيلا جراخاليس دي ماريرو
- أليخاندرو كاماتشو بدور خوان ماريرو
- ميشيل دوفال بدور سانتياغو "تياغو" جراخاليس
- أليكسا مارتين في دور بياتريز ماريرو غراخاليس
- فرانسيسكو بيزانيا في دور فيليبي بيرنال
- جريسيا كرينيس في دور ناتاليا إسبينو
- أريانا سافيدرا في دور آنا غراخاليس
- آنا تينا في دور كاميلا ماريرو غراخاليس
- خيسوس كاسترو بونس في دور إنزو هيرنانديز
- ألفريدو غاتيكا في دور ألفونسو ماريرو غراخاليس
- ليتيثيا بيرديغون في دور أماندا
- أليكس بيريا في دور أوزفالدو
- أليخاندرا زايد في دور روبرتا
- إيبي فيليز في دور نورا
- إيريك دياز في دور والتر
- إميليانو غونزاليس في دور إيناكي
- أليكس كورتيس في دور غايل
- جيسيكا ديكوت في دور ريتا